# Flanders F.4
Die Flanders F.4 war ein britischer Eindecker des Royal Flying Corps von 1912.

## Geschichte
Leonard Howard-Flanders gründete 1910 die Firma Flanders Ltd. und wollte seine eigenen Flugzeuge bauen. Vorher hatte er bei Alliott Verdon Roe gearbeitet.
Sein erstes Flugzeug war die F.2, ein kleiner Eindecker mit 60-PS-Green-Motor. Sein Pilot Ronald Kemp nahm damit am British Empire Michelin Cup in Brooklands teil. Die F.4 entstand schließlich aus der glücklosen Version F.3.
Auf Grund einer königlichen Anordnung gründete das britische Militär am 13. April 1912 das Royal Flying Corps. Die F.4 war die militärische Variante der F.3 mit verringerter Spannweite und einem 70-PS-Renault-Motor. Das Waroffice bestellte vier F.4-Maschinen.
Im Mai 1912 begannen mehrere Testreihen, um die geeignete Maschine für das Royal Flying Corps zu ermitteln. Allerdings war die F.4 nicht dabei. Folgende Maschinen bestanden alle Tests: ein Cody-Doppeldecker, eine Deperdussin, eine Hanriot, zwei Blériots und eine Farman. Den ersten Preis über 4.000 £ erhielt Samuel Franklin Cody.
Nach dem Vergleichsfliegen erwies sich die F.4 in mehreren Tests als leistungsstarke Maschine. Trotzdem entschied sich das Waroffice für ein Flugzeug außerhalb der Konkurrenz, die Royal Aircraft Factory B.E.2. Sie wies noch bessere Leistungen auf. Die F.4 wurde allerdings das erste Flugzeug, das mit Funk ausgestattet wurde. Die Tests in Farnborough und Brooklands wurden mit einem batteriebetriebenen 6-V-Marconi-Sender durchgeführt.
Zu allem Unglück für Flanders verbot das Waroffice im Oktober 1912 Eindecker. Die vier Flanders-Maschinen mussten zugunsten von Doppeldeckern aus dem Dienst genommen werden. Flanders musste jetzt Doppeldecker bauen und konnte sogar seine Flanders B.2 an die Royal Navy verkaufen. Die Flanders Ltd. ging allerdings 1913 pleite.

## Technische Daten
| Kenngröße             | Daten                               |
| --------------------- | ----------------------------------- |
| Besatzung             | 1                                   |
| Länge                 | 9,68 m                              |
| Spannweite            | 12,34 m                             |
| Höhe                  | 2,82 m                              |
| Flügelfläche          | ca. 21 m²                           |
| Startmasse            | ca. 720 kg                          |
| Höchstgeschwindigkeit | 105 km/h                            |
| Triebwerke            | ein Renault-Motor mit 70 PS (51 kW) |

## Museumsflugzeug
Es existiert ein ähnliches Flanders-Flugzeug als Replik, die Mannigan-Flanders M.F.1 von 1912 in der Shuttleworth-Sammlung. Die flugfähige Maschine (G-BAAF) wurde 1973 von Doug Bianchi für Filmaufnahmen gebaut. Sie steht im Blue Max Museum of Film Flying in Marlow, Buckinghamshire.